# Fernand Tonnard
Fernand Tonnard est un enseignant et écrivain belge, né à Beauraing le 1er juin 1900 et mort en avril 1979.

## Œuvres
- 1928 et 1948 : Histoire de Beauraing et de son château, édition Remy, Beauraing
- 1933 : Le Duel des marchands dinantais et bouvignois
- 1938 : François-Joseph Gossec, musicien hennuyer de la Révolution française
- 1943 : Les Héros du Kalevala
- Fernand Tonnard et Myriam Jooris (illustratrice), Le Roman féerique de Huon de Bordeaux, Bruxelles, Durendal, coll. « Roitelet » (no 42), 1946, 96 p.
- Fernand Tonnard et Pierre Ickx (illustrateur), Le merveilleux voyage de Saint Brandan, Roitelet, 1949